# Oliver Gunia

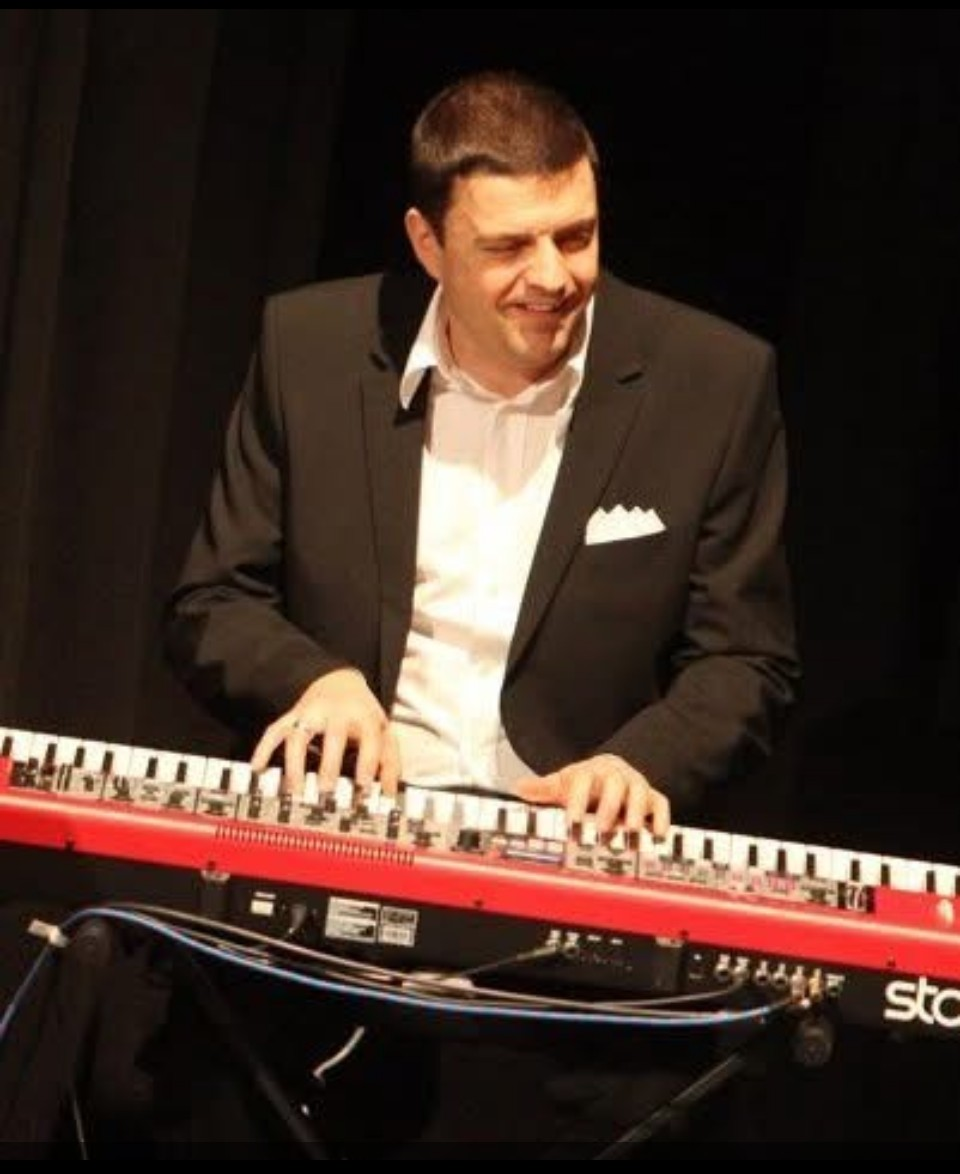
Oliver Gunia während eines Auftritts (2010)

Oliver James Alfons Gunia (* 8. Juni 1968 in München) ist ein deutscher Filmkomponist und Pianist. Er ist insbesondere für seine Arbeit an zahlreichen Fernsehproduktionen in Deutschland bekannt.

## Leben und Karriere

### Musikalische Laufbahn
Oliver Gunia wuchs in einem musikalischen Umfeld auf. Gemeinsam mit seinem Vater, dem Gitarristen und Komponisten Paul Vincent Gunia, komponierte er Musik für zahlreiche deutsche Fernsehproduktionen. Zu ihren gemeinsamen Arbeiten zählen unter anderem:
- In aller Freundschaft: Für diese ARD-Serie komponierten sie die Musik für über 700 Folgen zwischen 1999 und 2016.[1]

- Die Luftbrücke – Nur der Himmel war frei: In dem zweiteiligen Fernsehfilm von Sat.1 aus dem Jahr 2005, der die Berliner Luftbrücke thematisiert.[2]
- Tatort: Sie komponierten die Musik für mehrere Episoden der Krimireihe, darunter Fürstenschüler (1998) und Der dunkle Fleck (2002), Veraten und Verkauft (2004).[3]
- Doppelter Einsatz: Für die RTL-Krimiserie schufen sie die Musik für 64 Folgen zwischen 1994 und 2006,[4] Rosenheimcops
- Wilsberg: Ausgegraben, Wilsberg: Falsches Spiel, Polizeiruf 110: Keiner schreit, Ich leih dir meinen Mann (2003) u. v. m.

Zusätzlich war Gunia als Dozent für Filmmusik an der School of Audio Engineering (SAE) in München tätig.
Im Jahr 2000 erschien seine erste CD Credo-Missa mit der Schola der Abtei Sankt Bonifaz. Credo Missa ist ein Musikprojekt, das gregorianische Choräle mit modernen Stilen wie Rap, House und Pop kombiniert, um die traditionellen Gesänge einem breiteren Publikum zugänglich zu machen.

### Zusätzliche Tätigkeiten
Im Jahr 2016 begann Oliver Gunia ehrenamtlich bei der Obdachlosenhilfe der Benediktinerabtei Abtei St. Bonifaz in München zu arbeiten, einer Einrichtung, die obdachlosen Menschen medizinische Versorgung, warme Mahlzeiten und Kleidung bietet.
Für sein herausragendes Engagement in der Pflege und Gesundheitsversorgung wurden Oliver Gunia und sein Team 2023 mit dem Gesundheits- und Pflegepreis der Stadt München ausgezeichnet. Die Jury würdigte insbesondere seine Arbeit in der Wundambulanz für Menschen ohne Krankenversicherung und Obdach.

## Publikationen
Gunia teilt seine Erfahrungen und Fachkenntnisse regelmäßig als Autor und Referent. So veröffentlichte er beispielsweise den Artikel „Sauber, satt, schmerzfrei, sozial angebunden“ in der Fachzeitschrift Die Schwester Der Pfleger, in dem er über die Herausforderungen und Erfahrungen in der Wundversorgung obdachloser Menschen berichtet.
- Gunia, Oliver (2025): Heilen am Rand der Gesellschaft – Wundversorgung bei obdachlosen Menschen. In: Bayerisches Ärzteblatt, Ausgabe 5/2025, S. 181. Online abrufbar